# کلاوه (روانسر)
کلاوه (روانسر)، منطقه ی باشوکی ، روستایی از توابع بخش مرکزی شهرستان روانسر در استان کرمانشاه ایران است.

## جمعیت
این روستا در دهستان بدر قرار دارد و براساس سرشماری مرکز آمار ایران در سال ۱۳۸۵، جمعیت آن ۱۰۱ نفر (۲۲خانوار) بوده‌است.